# Kaanu Olaniyi
Kaanu Nelson Olaniyi (* 27. März 1998 in Riddes) ist ein Schweizer Basketballspieler. Er gehörte zuletzt zum Kader des Nationalligisten BC Boncourt.

## Spielerlaufbahn
Olaniyi wechselte 2013 von der Schweiz ins Nachbarland Frankreich, wo er in der Nachwuchsbewegung des Erstligisten ES Chalon ausgebildet wurde. Den Sprung in den Erstligakader des Vereins schaffte er aber nicht. Im Sommer 2017 ging er in sein Heimatland zurück und schloss sich dem Nationalligisten Union Neuchâtel Basket an.
Zum Spieljahr 2018/19 schloss er sich dem Nationalligisten BC Boncourt an. Im Januar 2019 zog er sich einen Kreuzbandriss zu.

### Nationalmannschaft
Olaniyi nahm mit der Schweizer Nationalmannschaft im Jahr 2014 an der B-Europameisterschaft teil. 2017 erhielt er sein erstes Aufgebot für die Herrennationalmannschaft.